# Euphorbia arceuthobioides
Euphorbia arceuthobioides är en törelväxtart som beskrevs av Pierre Edmond Boissier. Euphorbia arceuthobioides ingår i släktet törlar, och familjen törelväxter. Inga underarter finns listade i Catalogue of Life.